# Júnio Gualberto de Bettencourt Rodrigues
Júnio Gualberto de Bettencourt Rodrigues ComA (Lisboa, Santa Catarina, 12 de Julho de 1849 — Lisboa, 19 de Outubro de 1908) foi um militar português.

## Família
Filho segundo de José Júlio Rodrigues (Goa, Goa Norte, Bardez, Salvador do Mundo, 6 de Maio de 1812 - Luanda), Goês católico, Bacharel em Direito pela Faculdade de Direito da Universidade de Coimbra, Delegado do Procurador Régio no Funchal, Juiz do Tribunal da Relação de Luanda, e de sua mulher (Funchal, Sé, 13 de Agosto de 1842) Teresa Cristina de Sá e Bettencourt (Funchal, Sé - ?).

## Biografia
General de Brigada, Comandante Militar dos Açores, Comendador da Ordem Militar de Avis.
Solteiro e sem descendência.